# Gedit
gedit ([ˈdʒɛdɪt] або [ˈɡɛdɪt]) — вільний текстовий редактор робочого середовища GNOME з підтримкою Юнікоду. Поширюється на умовах GNU General Public License. В межах проекту перекладу GNOME інтерфейс та документацію редактора перекладено десятками мов, у тому числі українською.

## Можливості програми
- Використання вкладок;
- Підтримка різних кодувань;
- Підсвітка синтаксису для ряду мов програмування і розмітки[6];
- Перевірка орфографії;
- Нумерація рядків;
- Підсвічування поточного рядка;
- Пошук та заміна тексту;
- Перехід до вказаного користувачем рядка;
- Налаштовувані кольори та шрифти;
- Друк з можливістю попереднього перегляду;
- Автоматичне перенесення рядків у зазначеній позиції;
- Підсвічування відкриваючих та відповідних закриваючих дужок;
- Автоматичне збереження резервних копій файлів перед зміною;
- Плагіни.